# Francisco de Zurbarán

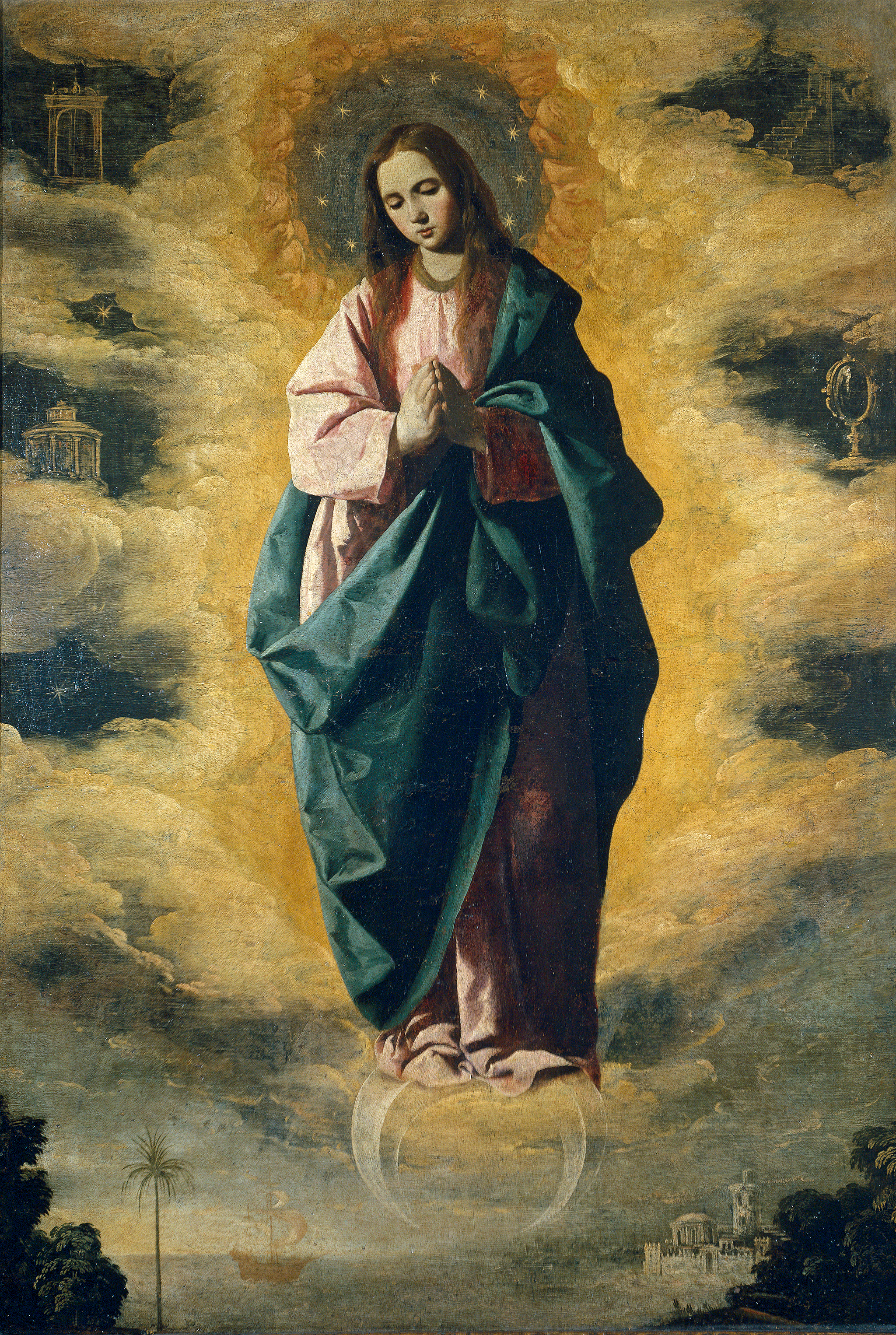
De Onbevlekte Ontvangenis, 1630-35, (Museo del Prado, Madrid)

Francisco de Zurbarán (Fuente de Cantos, 7 november 1598 – Madrid, 27 augustus 1664) was een Spaanse kunstschilder.
Zurbarán werd geboren als zoon van de landarbeider Luis de Zurbarán. Zijn moeder heette Isabel Marquet. In zijn kinderjaren begon Francisco met houtskool voorwerpen na te tekenen. Op nog jonge leeftijd stuurde zijn vader hem naar de school van Juan de Roelas in Sevilla. Al gauw werd Zurbarán de beste leerling in de studio van Roelas en overvleugelde hij zijn leermeester. Toen Zurbarán vertrok uit Sevilla, waar zich een overvloed aan vakbekwame schilders bevond, had hij een stevige reputatie gevestigd. Hij maakte een bloeiende carrière die echter geheel tot Spanje beperkt was en weinig incidenten kende.

## Stijl
Zurbarán is in Sevilla misschien in de gelegenheid geweest om enkele schilderijen van Michelangelo da Caravaggio te kopiëren. In ieder geval kreeg hij de naam de Spaanse Caravaggio te zijn, vanwege de streng realistische stijl waarin hij uitblonk. Meestal schilderde hij direct naar de natuur. Voor zijn studie van gedrapeerde stof, waarvoor hij een bijzonder groot talent had, maakte hij veelvuldig gebruik van ledepoppen. Hij had een speciale gave voor het schilderen van witte stoffen. De in het wit gehulde kartuizers figureren veelvuldig in zijn schilderijen.
Van Zurbarán wordt gezegd dat hij zijn hele leven aan deze werkwijze heeft vastgehouden. Zijn onderwerpen waren meestal ernstige en ascetische religieuze plechtigheden, waarbij de geest het vlees tot onderwerping kastijdt. De composities zijn zelden overladen en vaak teruggebracht tot een enkele figuur. Zijn stijl is terughoudender en meer ingetogen dan die van Caravaggio en zijn schilderijen zijn vaak blauwachtig van kleur. Uitzonderlijke effecten worden bereikt door een precies uitgewerkte voorgrond die een groot deel van het beeld opvult en door het gebruik van licht en schaduw.
De werken van Francisco de Zurbarán worden gerekend tot de barok.

## Latere leven
In Sevilla trouwde Zurbarán met Leonor de Jordera. Met haar kreeg hij meerdere kinderen.
Rond 1630 benoemde Filips IV hem tot hofschilder. Het verhaal gaat dat de vorst bij een gelegenheid zijn hand op de schouder van de kunstenaar legde met de woorden "Schilder van de koning, koning der schilders.”
Pas laat in zijn leven verbleef Zurbarán gedurende langere tijd in Madrid, maar Sevilla was zijn thuisbasis. Zurbarán overleed in Madrid op 27 augustus 1664.

## Schilderijen (selectie)
- De Onbevlekte Ontvangenis
- Het opgebaarde lichaam van de heilige Bonaventura, 1629
- De jonge maagd, circa 1632-1633
- Sint Casilda, 1630-1635
- De heilige Agatha, voor 1634
- De heilige Apollonia, 1635-1640
- Mediterende Franciscus van Assisi, circa 1635-1640
- Sint Laurentius, 1636
- De jeugd van de Heilige Maagd, 1658-1660

## Musea
De werken van Francisco de Zurbarán zijn in vele musea te zien, onder andere in:
- Museo de Bellas Artes de Sevilla in Sevilla
- Museo del Prado in Madrid
- Alte Pinakothek in München
- Hermitage in Sint-Petersburg
- Louvre in Parijs
- Metropolitan Museum of Art in New York
- National Gallery in Londen

## Galerij

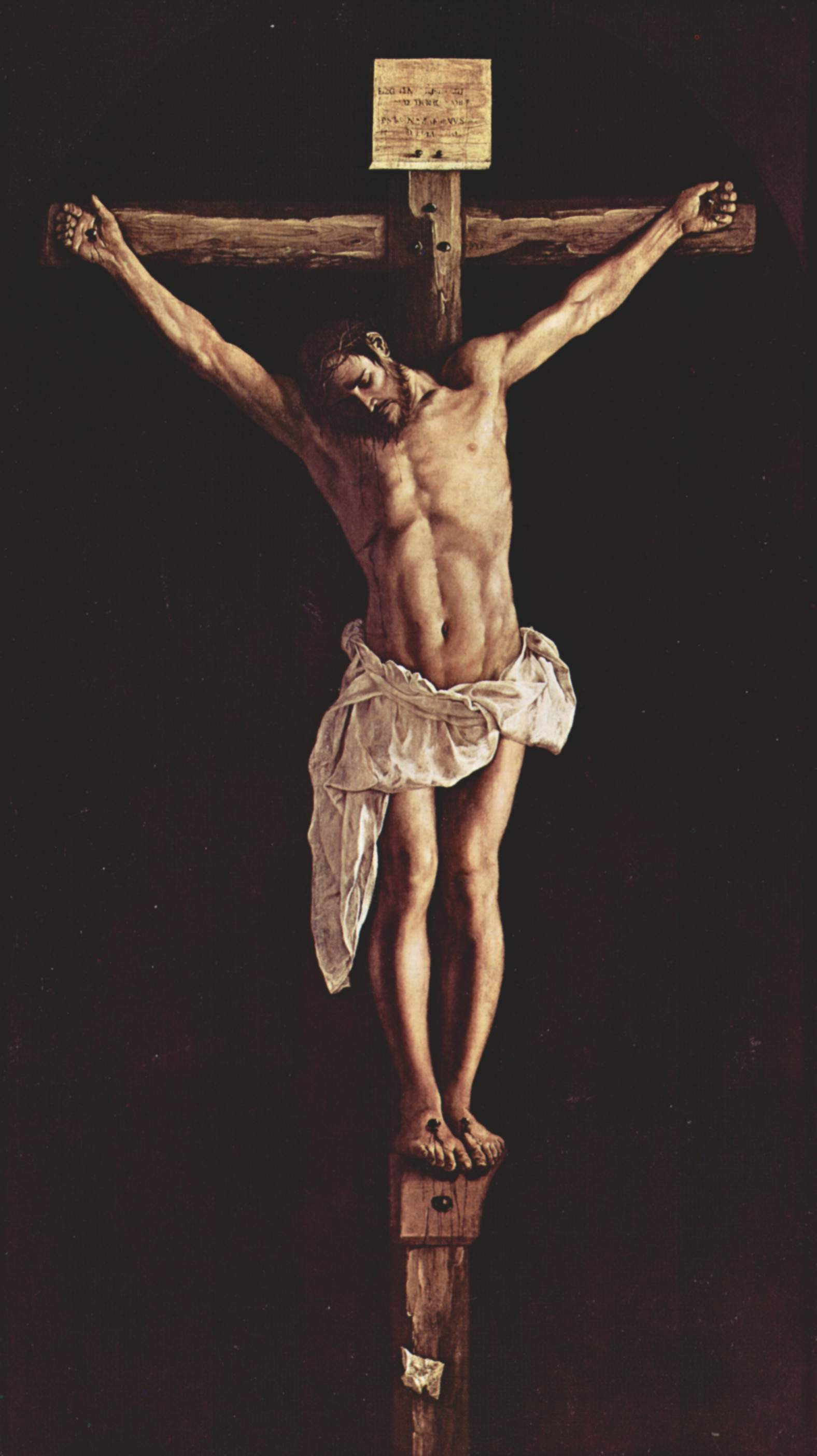
De kruisiging, 1627, Art Institute of Chicago
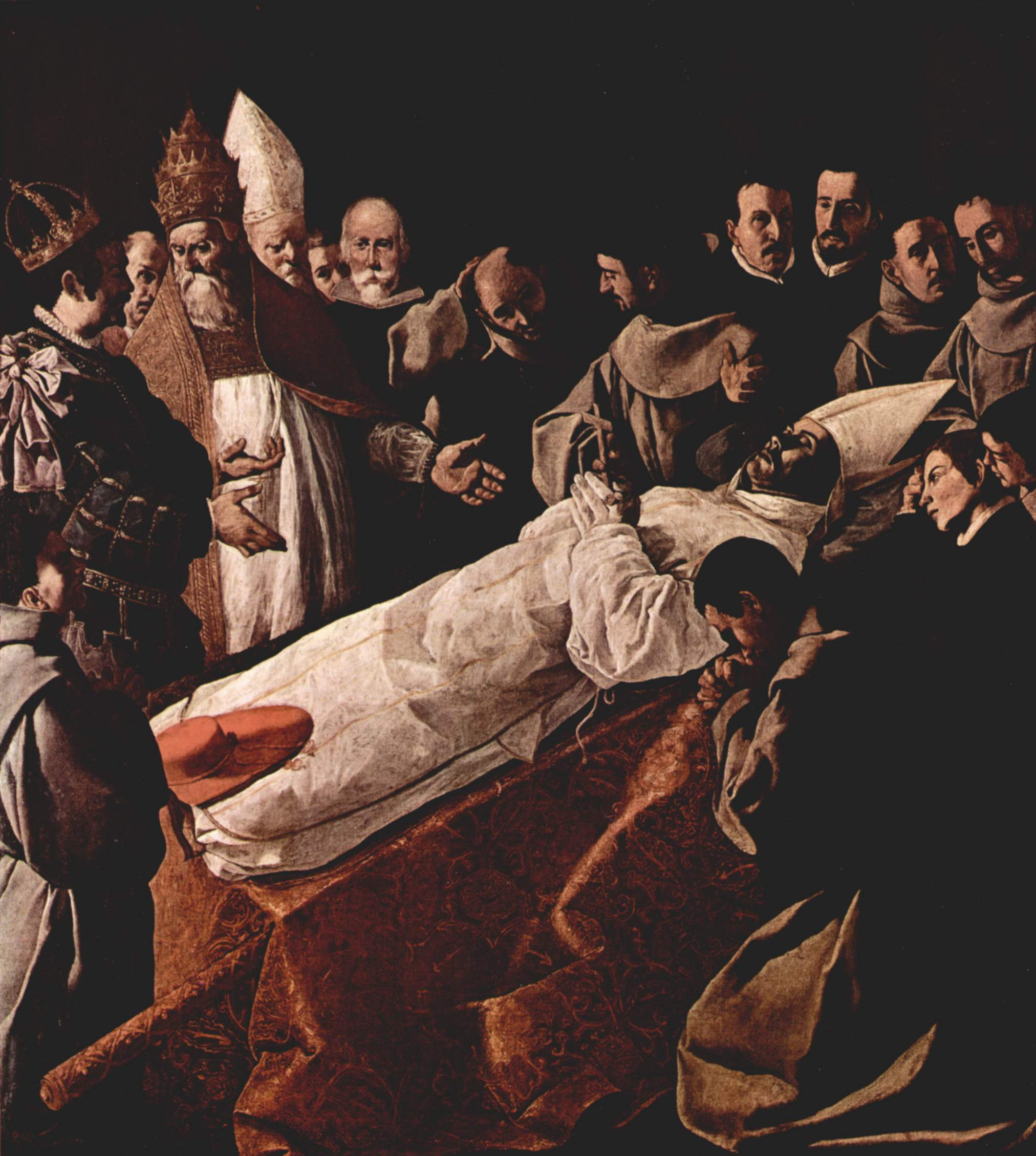
Het opgebaarde lichaam van de heilige Bonaventura, 1629, Musée du Louvre, Parijs
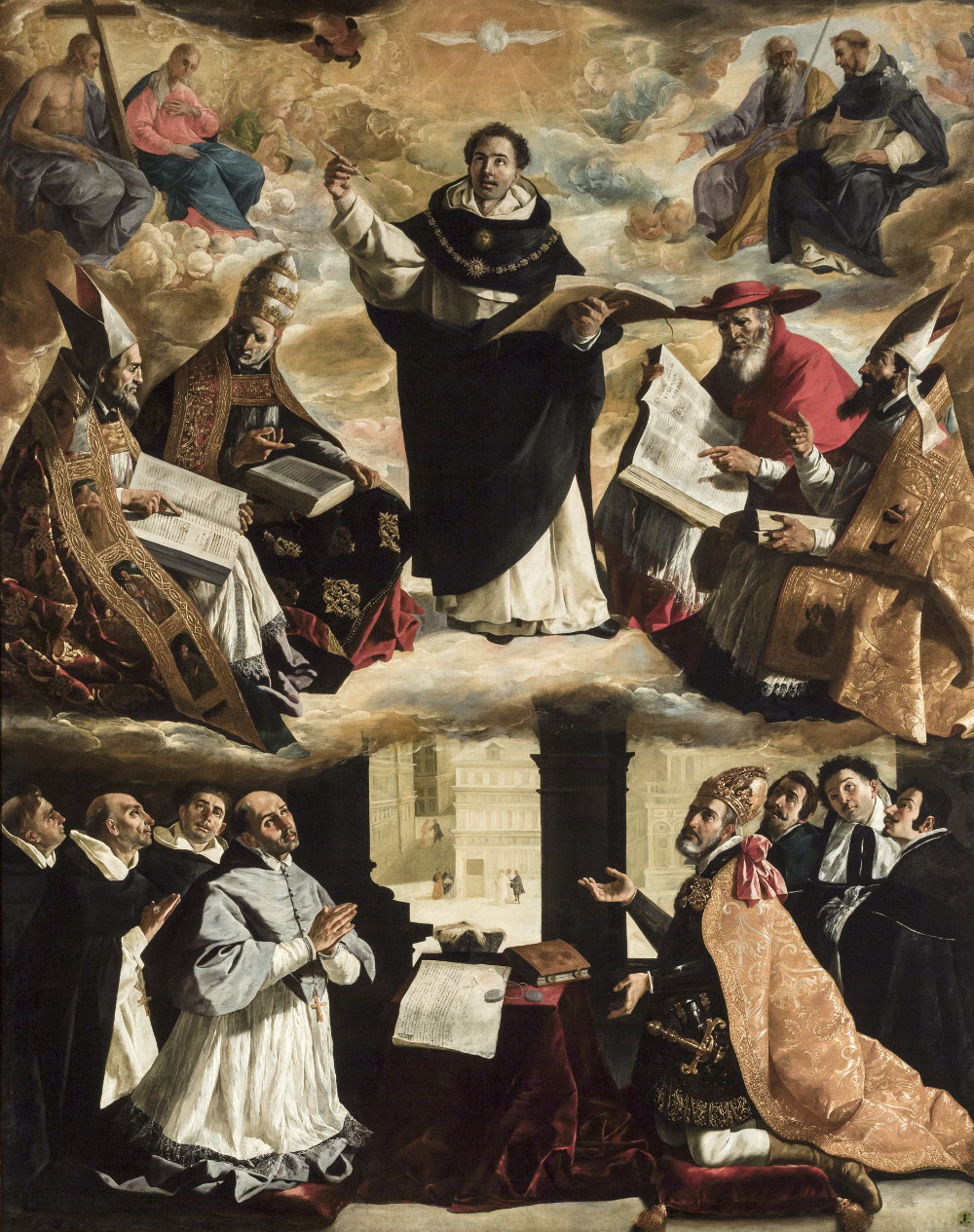
De apotheose van de heilige Thomas van Aquino, 1631, Museo de Bellas Artes, Sevilla
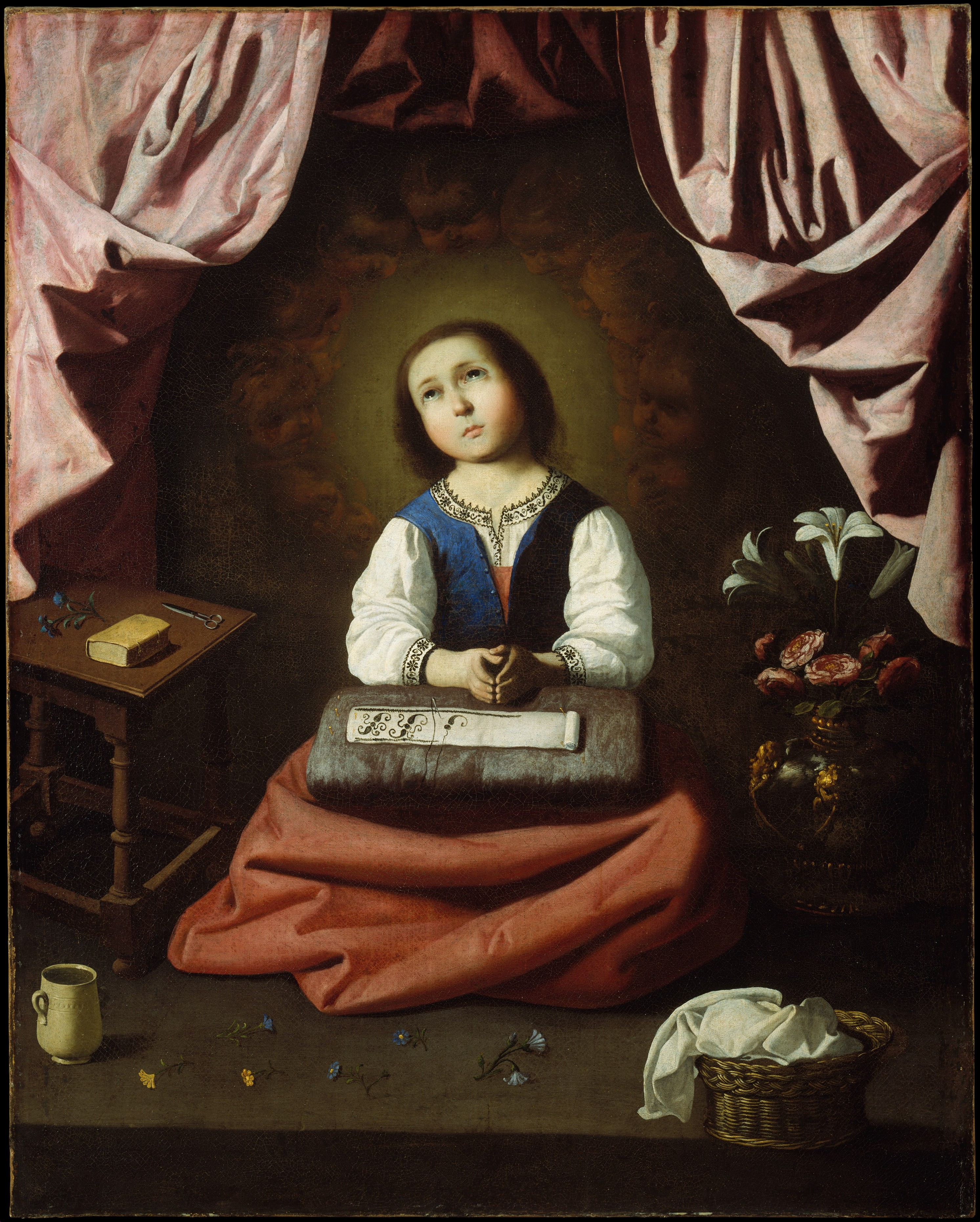
De jonge Maagd Maria in gebed, 1632, Metropolitan Museum of Art, New York
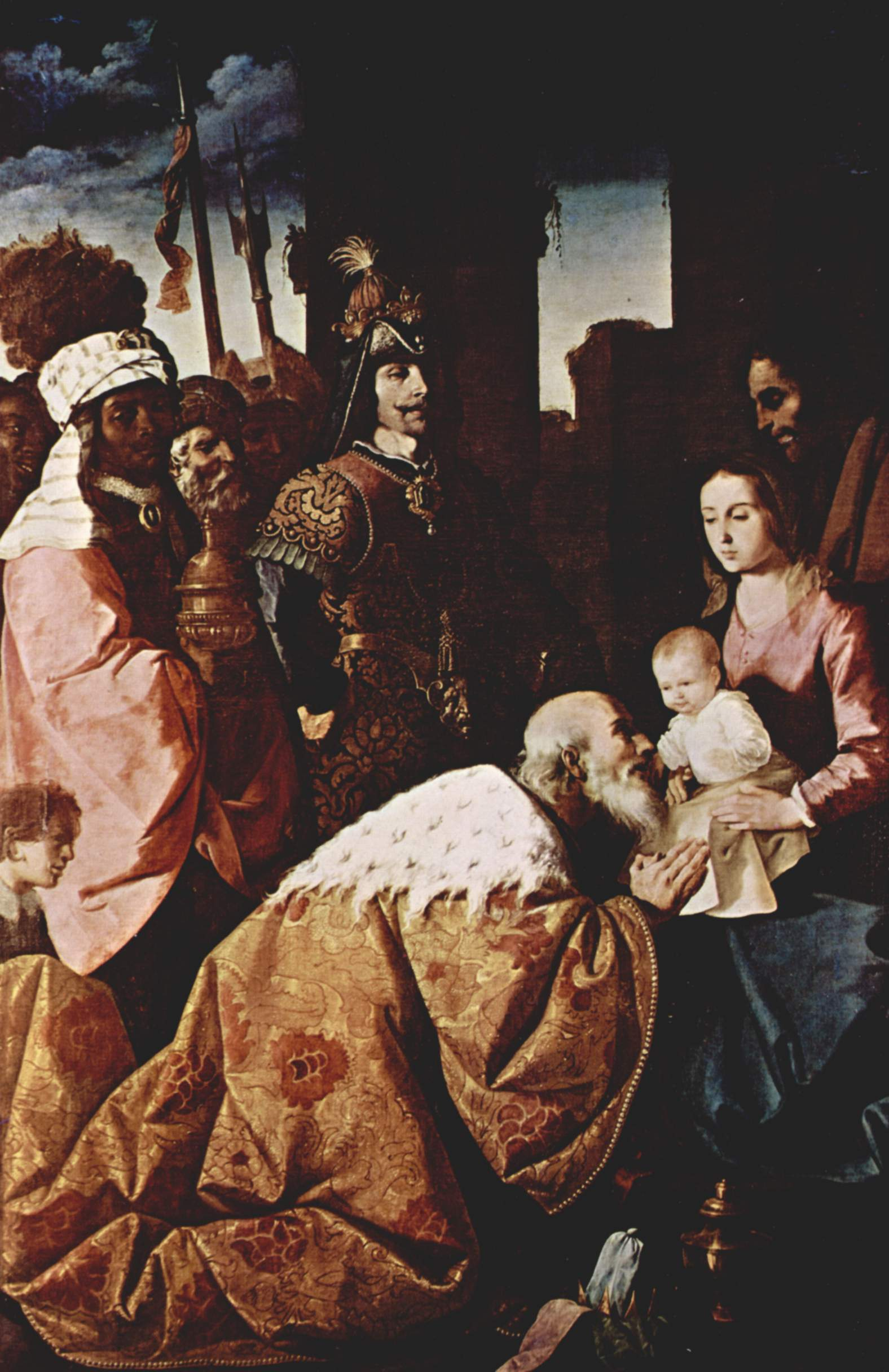
Aanbidding der wijzen, 1638, Musée de Grenoble
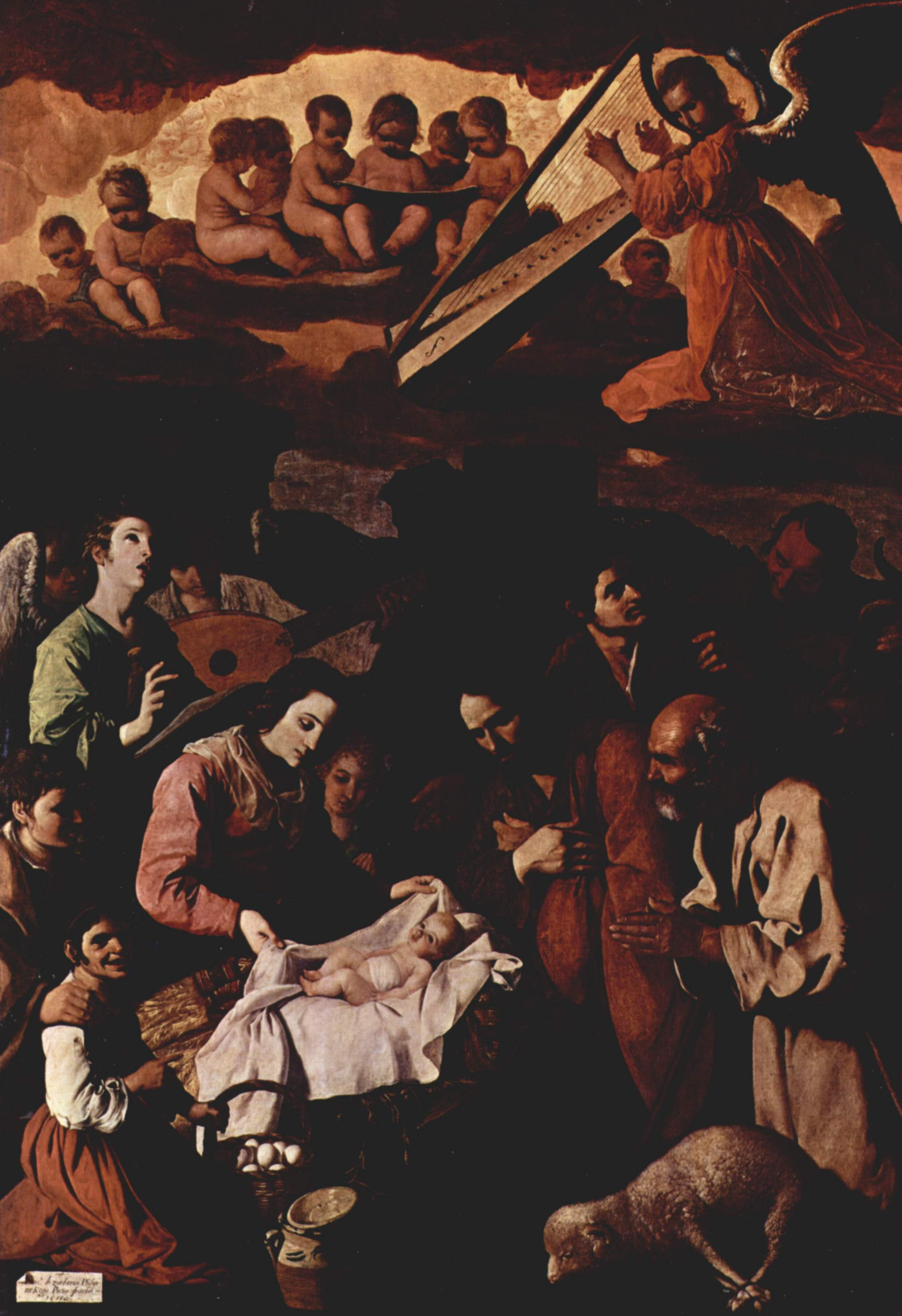
Aanbidding der herders, 1638, Musée de Grenoble
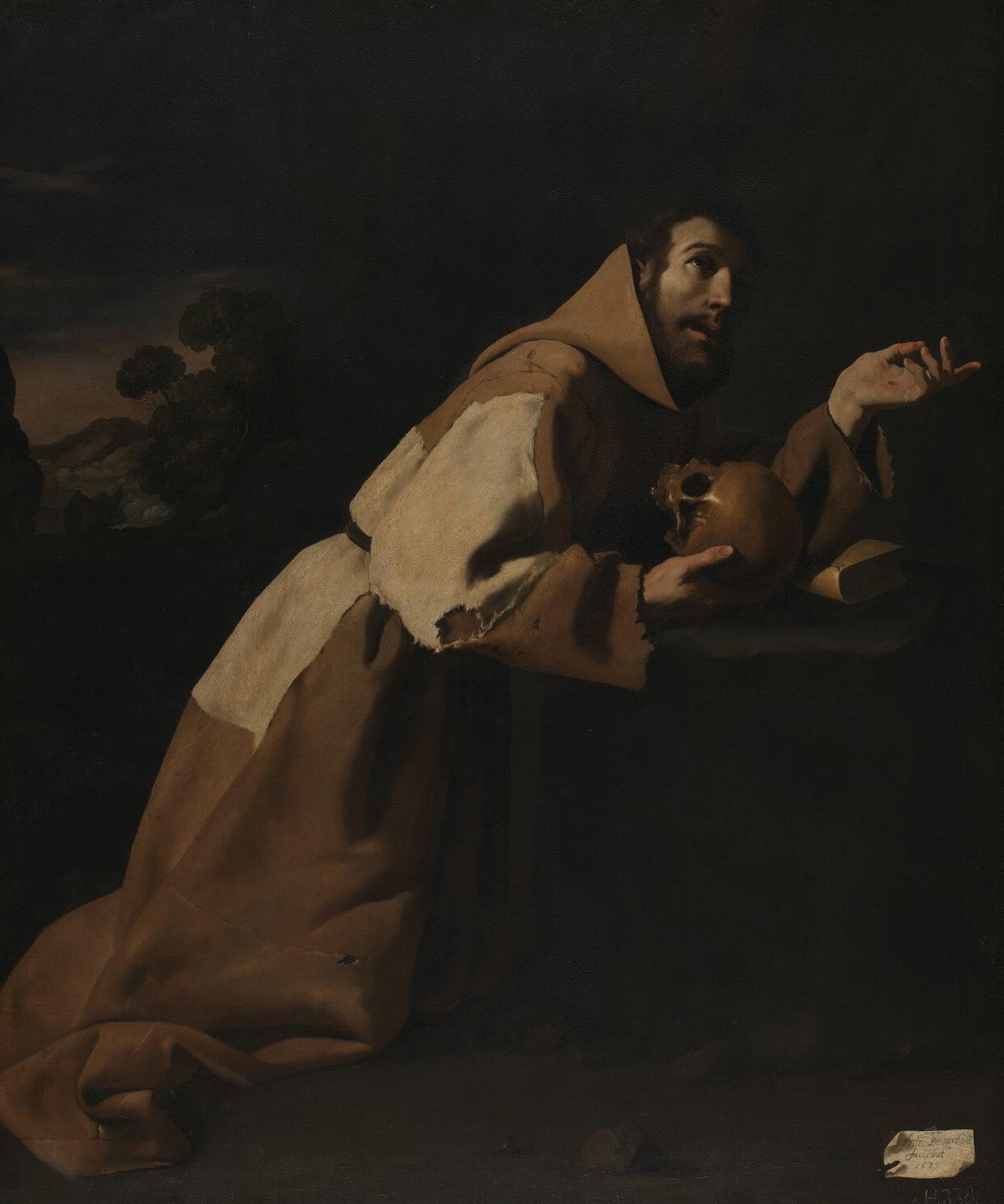
Mediterende Franciscus van Assisi, 1639, National Gallery, Londen
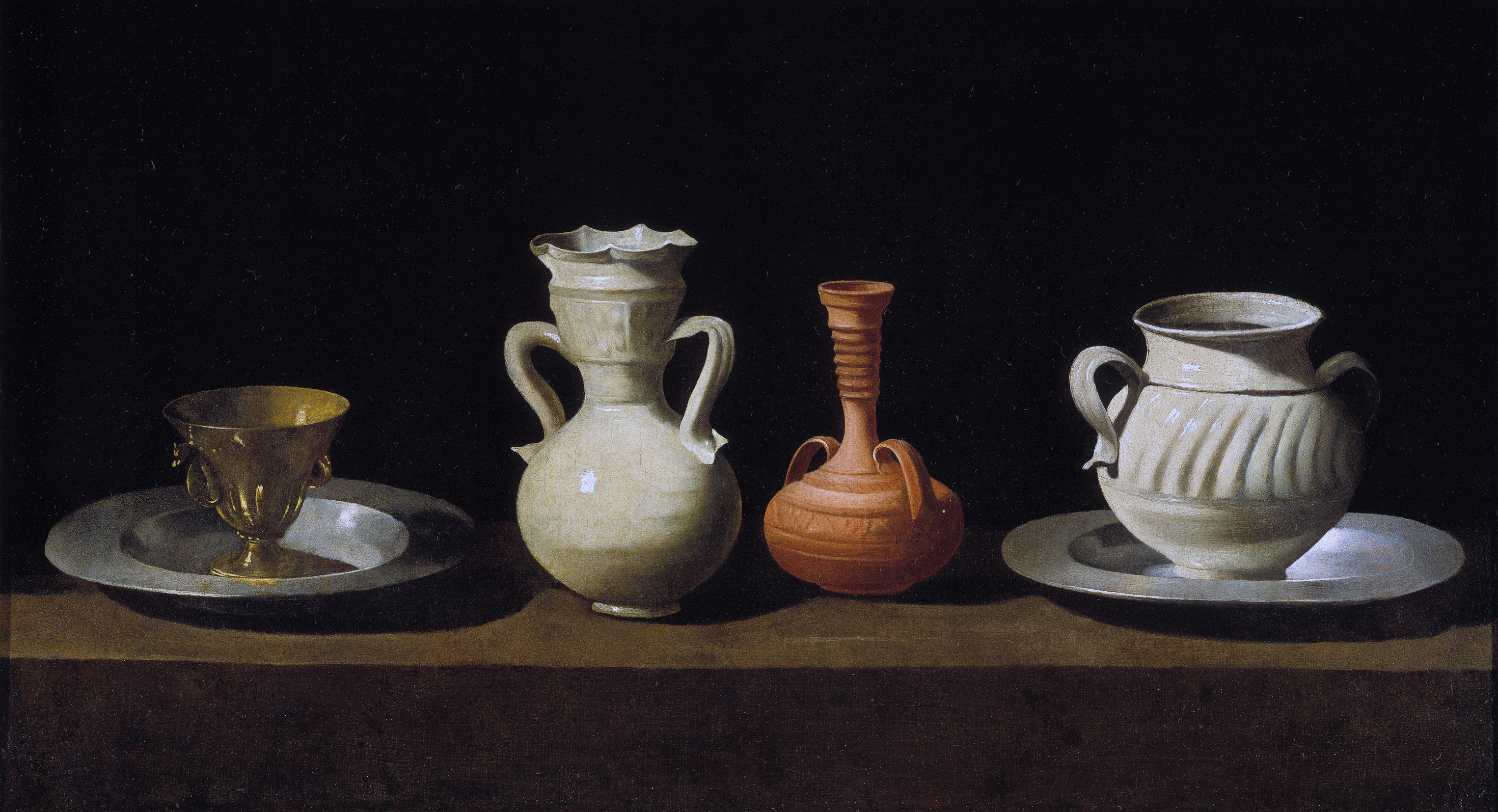
Stilleven met potjes, 1650, Museo del Prado, Madrid